# Sumatra
Sumatra (en indonesi, Sumatera o Sumatra) és la sisena illa més gran del món (té aproximadament 470.000 km²) i la tercera més gran d'Indonèsia, després de Borneo i Nova Guinea.

## Etimologia
Sumatra era conegut en l'antiguitat pels noms sànscrits de Suwarnadwīpa ('Illa d'or') i Suwarnabhūmi ('Terra d'or'), a causa dels jaciments d'or a les terres altes de l'illa. La menció més antiga coneguda de la forma actual Sumatra va ser l'any 1017, quan el rei local Haji Sumatrabhumi ('rei de la terra de Sumatra') va enviar un emisari a la Xina. Els geògrafs àrabs es van referir a l'illa com Lamri (Lamuri, Lambri o Ramni) entre els segles X i XIII, en referència a un regne prop de l'actual Banda Aceh que va ser el primer lloc de contacte per als comerciants. L'illa també ha estat coneguda per altres noms, com Andalas o Percha Island.
A finals del segle xiii, Marco Polo es referia al regne com Samara, mentre que el seu company de viatge italià contemporani Odoric de Pordenone va utilitzar la forma Sumoltra. Més tard, al segle xiv, la forma local Sumatra es va fer popular a l'estranger a causa del creixent poder del regne de Samudera Pasai i el posterior sultanat d'Aceh.
A partir d'aleshores, els escriptors europeus posteriors van utilitzar principalment Sumatra o formes similars del nom per a tota l'illa.

## Geografia física
L'eix longitudinal de Sumatra discorre aproximadament en direcció nord-oest a sud-est i travessa la línia de l'equador prop del centre de l'illa. L'interior d'ella és dominat per dues regions geogràfiques: les muntanyes Barisan, a l'oest, i les planes pantanoses de l'est. Les muntanyes són d'origen volcànic i constitueixen una regió fèrtil i de paisatges espectaculars, rica en carbó i en or. Les planes són travessades per grans rius i no són gaire bones per a l'agricultura, però són destacables econòmicament perquè produeixen quantitats importants d'oli de palma i hi ha jaciments de petroli. Al nord-oest de l'illa hi ha el llac Toba.

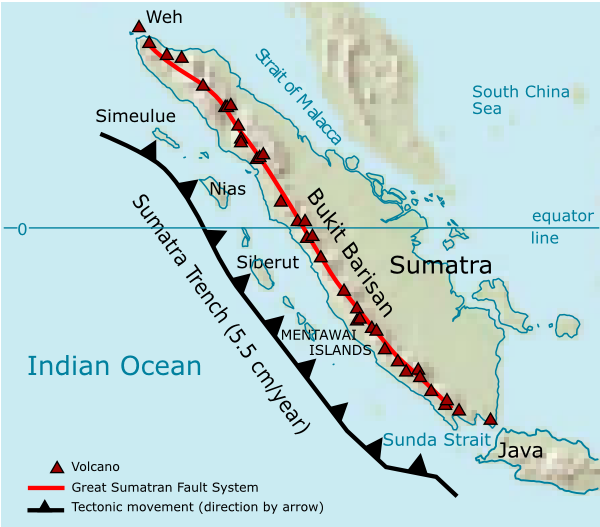
Mapa dels volcans de Sumatra

El mar de Java banya el sud-est de Sumatra i és a prop de l'illa de Java, de la qual la separa l'estret de la Sonda. Al nord-est, l'estret de Malaca la separa de la península del mateix nom, que és la part continental de Malàisia. Davant l'extrem nord-oest de Sumatra, separades pel Gran Canal, hi ha les illes Nicobar, pertanyents a l'Índia. A l'est, a l'altra banda de l'estret de Karimata, hi ha Borneo i el mar de la Xina Meridional. A l'oest de l'illa hi ha l'oceà Índic.
A la vora de Sumatra, hi ha un gran nombre d'illes i arxipèlags que en depenen administrativament. Destaquen, a la costa de l'Índic, l'arxipèlag de Mentawai; les illes Riau i les illes Lingga, prop de l'extrem sud de la península de Malaca, i les illes de Bangka i Belitung, entre Sumatra i Borneo.
La major part de l'illa era coberta de selva tropical, però el desenvolupament econòmic, juntament amb la corrupció i l'explotació forestal il·legal, n'amenacen l'existència. Ni tan sols les àrees protegides (a Sumatra, hi ha més d'una desena de parcs naturals) s'han deslliurat de la devastació.

## Geografia humana
Sumatra no té una densitat de població gaire alta: tan sols uns 85 hab/km². La població total és de més de 40 milions de persones. Així i tot, és la cinquena illa més poblada del món. Les regions més habitades són el nord i les terres altes de l'oest, i els principals centres urbans són Medan i Palembang.
En conjunt, la població és d'ètnia malaia, composta per tribus molt diferents que parlen 52 llengües. La majoria d'aquests grups, però, tenen tradicions i costums similars i les llengües són molt semblants. A la costa oriental, dominen els parlants de malai, mentre que al sud i al nord es parlen llengües emparentades, com el lampung i el minangkabau. El nord de l'illa és habitat pels bataks, mentre que la costa més septentrional és dominada pels acehs. A les ciutats, també hi ha presents unes quantes minories ètniques xineses.
La major part de la població és musulmana (un 90%). La majoria dels bataks, en canvi, són cristians protestants, religió que hi va ser implantada pels neerlandesos durant l'època colonial. La resta professen l'hinduisme, el budisme, el catolicisme o creences tradicionals xineses.

## Divisió administrativa
Sumatra i les illes i arxipèlags adjacents que en depenen es divideixen en 9 províncies i una regió especial (daerah istimewa)*:
- Aceh *
- Bangka-Belitung
- Bengkulu
- Illes Riau (Kepulauan Riau)
- Jambi
- Lampung
- Riau
- Sumatra meridional (Sumatera Selatan)
- Sumatra occidental (Sumatera Barat)
- Sumatra septentrional (Sumatera Utara)

## Història

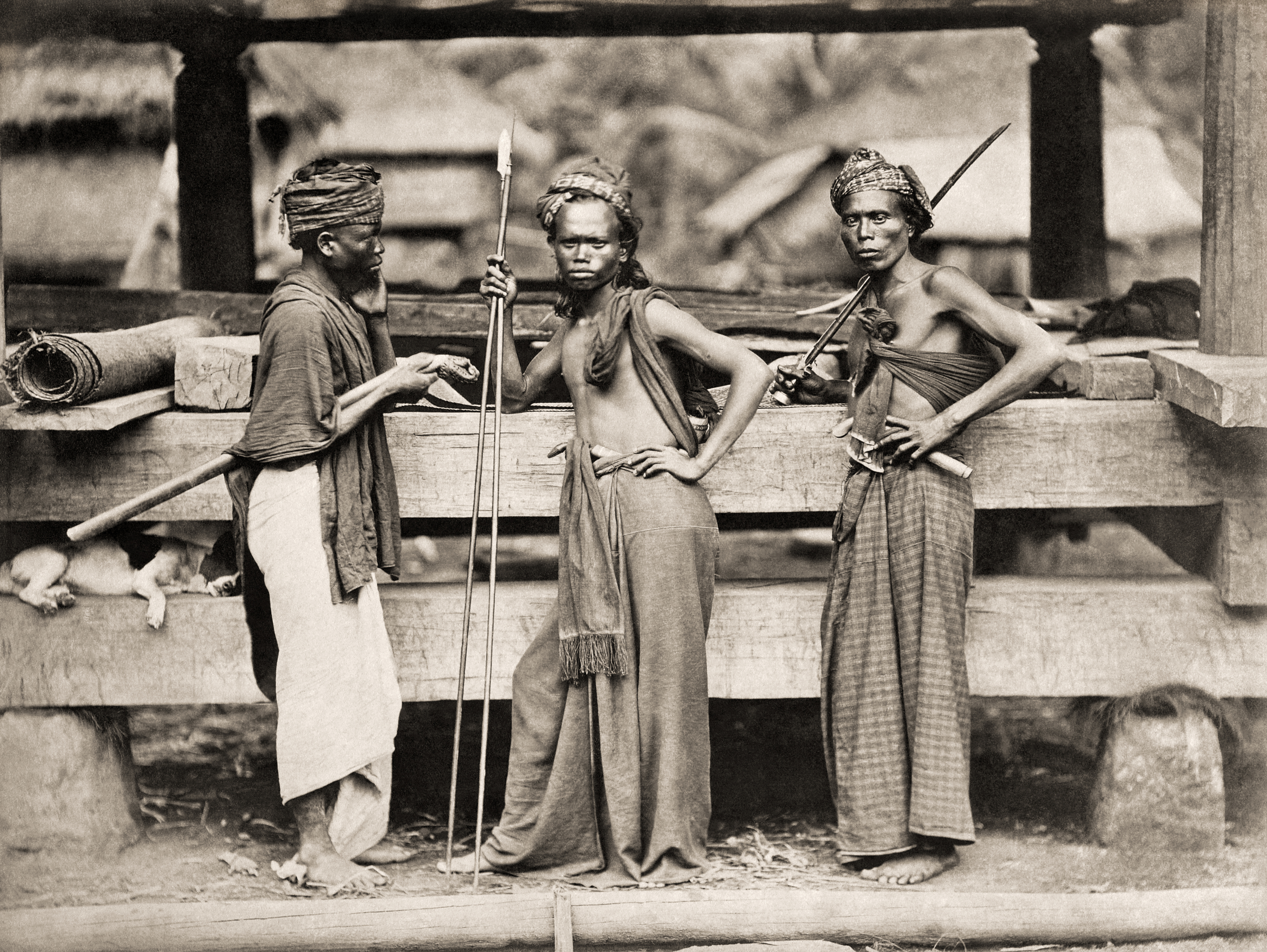
Guerrers Batak, 1870

L'any 692, el Regne Melayu va ser absorbit per Srivijaya. La influència de Srivijaya va disminuir al segle xi, concretament l'any 1025, després de patir la derrota a mans de l’Imperi Chola al sud de l'Índia A finals del segle xii, Srivijaya s'havia reduït a un regne, i el seu paper dominant al sud de Sumatra va acabar amb l'últim rei, Ratu Sekekhummong, que va fundar el lloc de Kepaksian Sekala Brak al segle XIII dC amb l'edifici Dalom. Al mateix temps, la propagació de l'islam a Indonèsia es va produir de manera gradual i indirecta, a partir de les regions occidentals d'Indonèsia com la zona de Sumatra que es va convertir en el primer lloc per a la propagació de l'islam a l'arxipèlag i després Java a les regions orientals d'Indonèsia, Sulawesi i Maluku. L'illa de Sumatra també és una zona de l'arxipèlag que va rebre la propagació de l'islam primer en comparació amb altres illes o altres zones. L'illa de Sumatra es va convertir en la primera zona que va rebre la propagació de l'islam a causa de la posició de l'illa de Sumatra que es troba prop de l'estret de Malaca. El procés inicial d'islamització relacionat amb el comerç i també amb la formació del regne. L'islam va entrar a Sumatra a través de piadosos àrabs i comerciants tàmils als segles VI i VII dC.
Marco Polo esmenta el port de Perlak (sota la forma Ferlec) el 1292 i anomena l'illa "Petita Java" i el seu compatriota Odoric de Pordenone italià la visita el 1321. Al segle xiv, l'islam es va difondre per l'illa, on hi havia principalment regnes hinduistes, començant pel port comercial de Perlak. El soldanat d'Atjeh al segle xvi va estendre l'islam per l'illa.

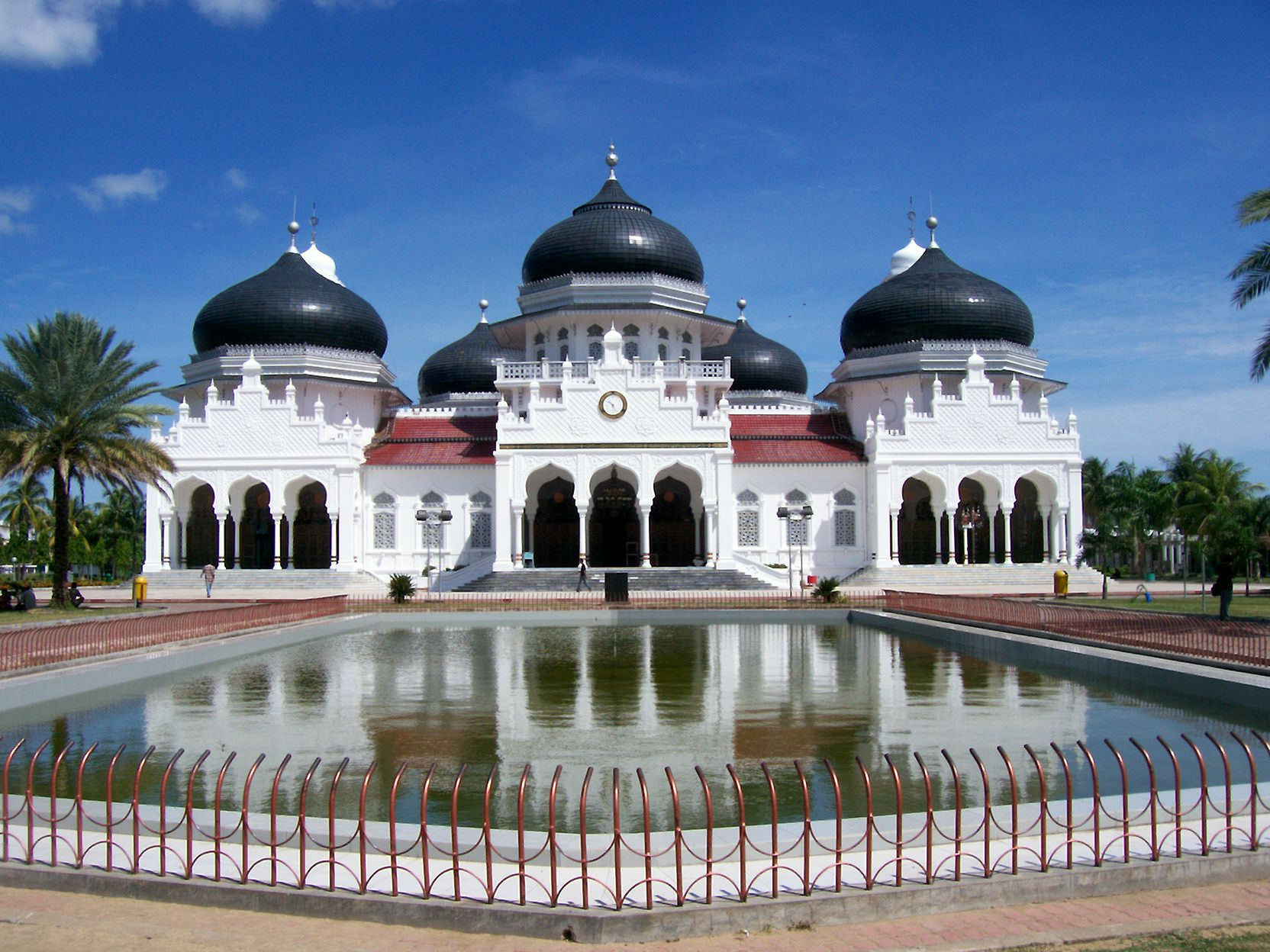
Gran mesquita Baiturrahman a Banda Aceh

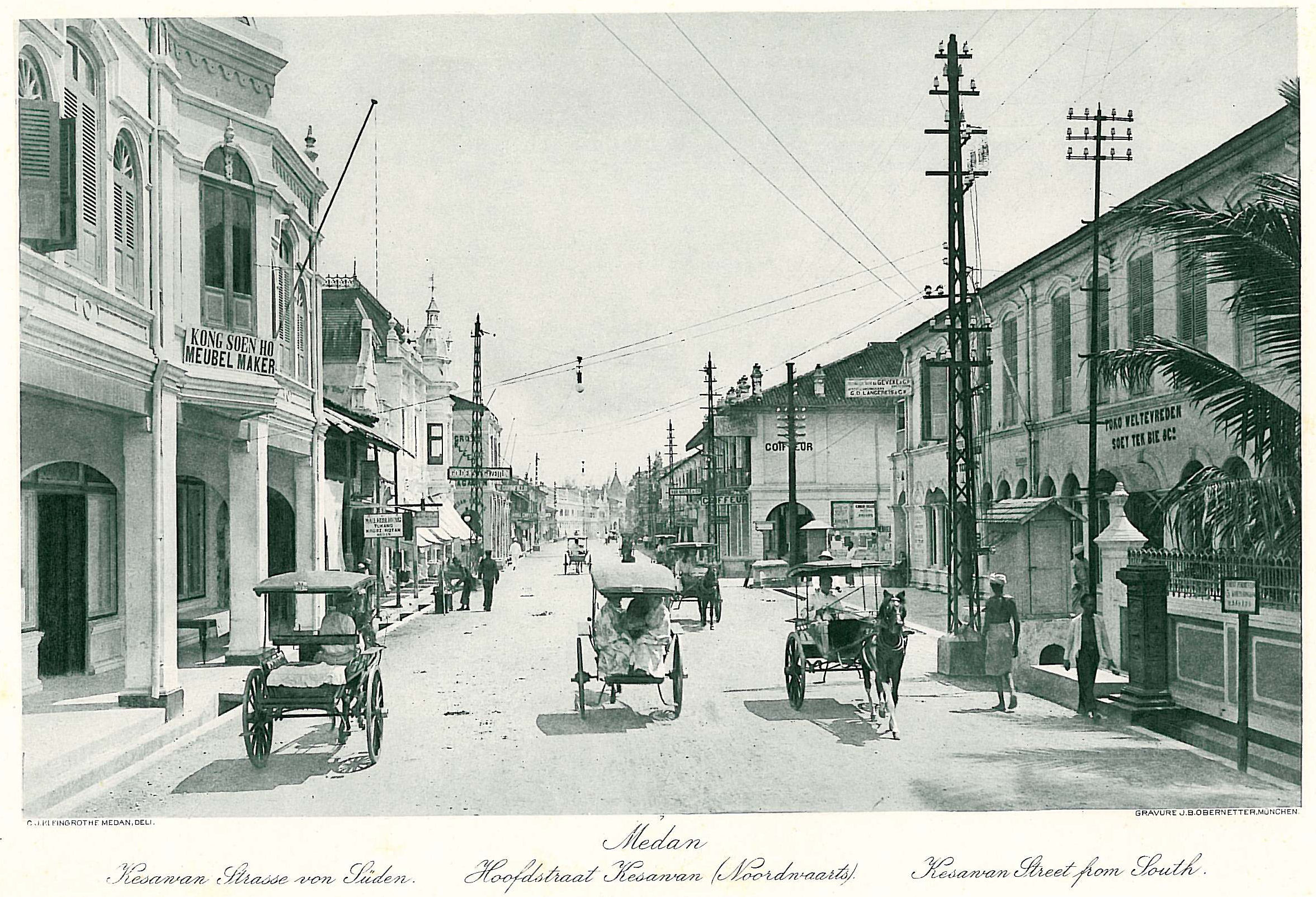
Kesawan Road a Medan, cap al 1900

Aceh, al nord de Sumatra, es va conèixer el segle XVI com a centre comercial per al comerç del pebre mitjançant l'enviament de piperaceae de qualitat (pebre). Aceh es va convertir en el principal centre comercial del sultanat d'Aceh i es van establir rutes comercials cap al Mediterrani a través del Mar Roig per competir amb les rutes marítimes portugueses. El regnat d’Iskandar Muda és conegut com l’edat daurada de Sumatra perquè va estendre la influència cultural del sultanat d'Aceh a Padang i Johor. El sultanat d'Aceh va mantenir la rivalitat amb el Sultanat de Lingga, els holandesos i els portuguesos al llarg dels segles XVI i XVII. Quan els holandesos es van afeblir al segle XVIII, l'Imperi britànic va començar a intervenir activament a Aceh, establint relacions estretes entre Banda Aceh i Penang. Als segles XVII i XVIII, el sultanat d'Aceh va lluitar contra el sultanat de Siak al sud de Sumatra. La ciutat portuària de Banda Aceh es va registrar en els escrits històrics europeus des del segle XIII. En termes de desenvolupament econòmic, el port de Banda Aceh només va començar a enfrontar-se a la competència al segle XVIII, quan es van construir més ports a Sumatra per al transport marítim. No obstant això, els principals proveïdors de pebre van utilitzar el port de Banda Aceh a principis del segle xix. El port de Medan va créixer ràpidament a finals del segle XIX i principis del XX. Mentrestant, el port mitjà de Palembang es va enfrontar a un dur declivi econòmic, ja que l'herència de l'Imperi Srivijaya va ser substituïda per la política econòmica dels Singhasari i Majapahit. El sultanat de Palembang va experimentar una decadència terminal a principis del segle xix.
Amb l'arribada de l'Imperi holandès, els nombrosos estats principescos de Sumatra van caure gradualment sota el seu control. Aceh va suposar grans obstacles, ja que els holandesos estaven involucrats en la llarga i costosa guerra d'Aceh (1873–1903).
El Moviment d'Aceh Lliure va lluitar contra les forces governamentals d'Indonèsia a la Insurgència d'Aceh de 1976 a 2005. Les repressions dels anys 2001 i 2002 van provocar milers de morts civils.
L'illa es va veure molt afectada tant per l'erupció de Krakatau de 1883 com pel Tsunami de l'oceà Índic del 2004.

## Demografia
| 1971       | 1980       | 1990       | 2000       | 2010       | 2021       |
| 20.808.148 | 28.016.160 | 36.506.703 | 42.616.164 | 50.365.538 | 60.000.000 |

- Dones de Minangkabau portant plats de menjar a una cerimònia
- Casa tradicional a Simalungun, Sumatra del nord

Sumatra no és especialment densament poblada, amb una mitjana d'unes 126 persones per km², 59.977.300. persones en total (segons estimacions oficials a mitjans de 2022). A causa de la seva grandària, no obstant això, és la cinquena illa més poblada del món.

## Grups ètnics
Els grups ètnics indígenes més grans de Sumatra són els malais, minangkabaus, bataks, acehneses i lampungs. Altres grups ètnics no indígenes importants són els javanesos, els sundanesos i els xinesos.
A continuació es mostren els 11 grups ètnics més grans de Sumatra segons el cens de 2010 (incloent-hi les illes Riau, Bangka Belitung, Nias, Mentawai, Simeulue i les illes del seu voltant)
| Grups ètnics                     | Població   |
| -------------------------------- | ---------- |
| javanès                          | 15.239.275 |
| Bataks                           | 7.302.330  |
| Minangkabau                      | 5.799.001  |
| Grups ètnics del sud de Sumatera | 4.826.272  |
| Malais                           | 4.016.182  |
| Grups ètnics d'Aceh              | 3.991.883  |
| Grups ètnics de Jambi            | 1.379.351  |
| Sundanès                         | 1.231.888  |
| Grups ètnics de Lampung          | 1.109.601  |
| Nias                             | 1.021.267  |
| Altres                           | 2.086.804  |

### Idiomes
Es parlen més de 52 idiomes, tots (excepte el xinès i el tàmil) pertanyen a la branca malaio-polinèsia de la família lingüística austronèsia. Dins del malayo-polinesi, es divideixen en diverses subbranques: el xamic (que estan representats per l'atjeh en què els seus parents més propers són les llengües parlades pels ètnics chams a Cambodja i Vietnam), el malai (malai, minangkabau i altres llengües estretament relacionades), Illes del nord-oest de Sumatra–Barra (llengües batak, gayo i altres), lampungic (inclou Proper Lampung i Komering) i Bornean (representades per Rejang, on els seus parents lingüístics més propers són Bukar Sadong i Land Dayak parlats a Kalimantan Occidental i Sarawak (Malàisia)). El nord-oest de Sumatra–Illes Barrera i les branques de Lampungic són endèmiques de l'illa. Com totes les parts d'Indonèsia, l'indonesi (que es basava en Riau Malay) és la llengua oficial i la principal llengua franca. Encara que Sumatra té la seva pròpia llengua franca local, variants del malai com Medan Malay i Palembang Malay són populars al nord i al sud de Sumatra, especialment a les zones urbanes. El minangkabau (dialecte Padang) és popular a Sumatra occidental, algunes parts del nord de Sumatra, Bengkulu, Jambi i Riau (especialment a Pekanbaru i zones limitades amb Sumatra occidental), mentre que l'acehnese també s'utilitza com a mitjà de comunicació interètnic a algunes parts de la província d'Aceh.